# Esters Bog
Esters bog er et af de kanoniske skrifter i den kristne Bibel er den sidste bog blandt de historiske skrifter. I den jødiske Bibel, Tanakh er den mellem Ketuvim (Skrifterne).
Esters bog handler om, hvordan den jødiske Ester, der er blevet perserkongen Ahasverus' (Xerxes) dronning, bliver et redskab til at afværge en etnisk udrensning af det jødiske folk. En redning, der ifølge skriftet er årsagen til festen purim. Derfor er Esters bog også en af jødernes fem festruller (megillot) og bliver læst op til Purimsfesten.

## Datering og oprindelse
Codex Sinaiticus.
Esters bog har noget eventyrligt over sig, og derfor anser mange fortællingen som en festlegende uden historisk værdi, der er forfattet for at forklare oprindelsen til purimsfesten. Bogen anslås at være skrevet i 300-tallet f.Kr.
Der er dog mange elementer i historien, som stemmer med de historiske kilder, vi ellers har om Xerxes regeringsperiode. F.eks. holdt perserkongen Xerxes I (486 f.Kr.-465 f.Kr.) ifølge Herodot i sit 3. regeringsår en stor forsamling (Est 1,3) for at planlægge en ekspedition mod Grækenland. En ekspedition der mislykkedes ved Slaget ved Salamis 480 f.Kr.. Videre siger Herodot, at Xerxes trøstede sig i sit harem. Det passer med indsamlingen af jomfruer til haremmet i hans 7. regeringsår (Est 2, 3.16.19) omkring år 479 f.Kr.. Det kunne tyde på en tidlig nedskrivning, og at historien måske er mere pålidelig, end den anses for.
Håndskrifter i hulerne ved Qumran (dødehavsrullerne) indeholder større eller mindre tekststykker fra alle Bibelens kanoniske skrifter. Esters bog er den eneste undtagelse. Det er måske en tilfældighed, vi ikke kan drage konklusioner af, da der er en del andre af skrifterne, der kun er fundet en meget lille bid af. Nogle gange kun et enkelt vers.

## Inddeling
- Est 1-2 Ester bliver dronning
  - Dronning Vasti afsættes som dronning (Est 1)
  - Ester indsættes (Est 2)
- Est 3-5 Hamans plan om jødernes udryddelse
  - Hamans plan om jødernes udryddelse (Est 3)
  - Esters plan om at gå til kongen for at bede om nåde for sit folk (Est 4)
  - Hamans plan om at henrette Mordokaj (Est 5)
- Est 6-10 Mordokajs og folkets redning
  - Mordokaj hædres af kongen (Est 6)
  - Ester beder om nåde for sit folk og Haman henrettes (Est 7)
  - Jøderne reddes (Est 8)
  - Jøderne hævner sig (Est 9,1-19)
  - Mordokaj bliver stormand i riget og indstifter purimsfesten (Est 9,20 – 10,3)

## Indhold

### Ester bliver dronning
Fortællingen begynder med, at Ahasverus forstøder Vasti som dronning, efter at hun har modsat sig hans vilje om at danse for ham og hans gæster. Hans rådgivere råder kongen til at forstøde Vasti, for at skabe respekt for kongen og ægtemænd i det hele taget. Første kapitel lægger en spændingsfyldt og dyster skygge over Esters planer om at bede kongen om at ændre sin beslutning om jødernes udryddelse, en bøn Ester ved, kan koste hende livet. (Est 1)
I kapitel to går en udvælgelse af en ny dronning i gang, og smukke jomfruer fra hele perserriget bliver bragt til kongen. Her møder vi den smukke Ester (persisk for stjerne), hvis jødiske navn er Hadassa (hebraisk for myrtegren). Hendes forældre er døde, og hendes morbror og formynder, Mordokaj, har taget hende til sig som sin datter. Hun bliver udvalgt til dronning. (Est 2)

### Hamans plan om jødernes udryddelse
Kapitel tre introducerer Haman, som er ond og opblæst. Når jøderne i purimsfesten læser op fra bogen, kommer der buh-råb hver gang Hamans navn nævnes. Kongen har valgt ham over alle stormænd, og derfor må alle bøje sig for ham. Men jøden Mordokaj bøjer sig som jøde ikke for Haman. Derfor bliver Haman vred både på Mordokaj og det jødiske folk. Han beslutter sig for at udrydde jøderne og kaster pur, dvs. lod (deraf kommer navnet purimsfesten), om hvilken måned jøderne skal udryddes i og får kongen med på ideen, mod at byttet bliver overført til kongens skatkammer. (Est 3)
Byen Susa er forfærdet og i særdeleshed jøderne. Mordokaj beder Ester gå til kongen. Ester har aldrig fortalt om sin afstamning. Hun ved, at der er dødstraf for søge audiens hos kongen uden tilladelse, og hun kender historien om dronning Vasti, der for en meget lille forseelse blev fjernet fra tronen. Så Ester vægrer sig først ved at gå til kongen, men ender med at gøre det mod, at jøderne faster for hende før foretræde. (Est 4)
Derefter går Esters til kongen, som benåder hende, og hun inviterer ham og Haman til fest hos sig. Her inviterer hun dem begge til at spise hos sig næste dag, hvor hun så vil fremføre sit ønske. Haman er ved at sprænges af hovmod over æren ved at være inviteret til dronningens gilde, men kommer hurtigt i dårligt humør over igen at se, at Mordokaj ikke bøjer sig for ham. Han beslutter at lave en galge til at hænge Mordokaj i. (Est 5)

### Mordokajs og folkets redning
Kapitel seks har måske det mest ironiske element i hele den hebraiske Bibel, for netop som Haman vil bede om Mordokajs hængning, har kongen i sine krøniker opdaget, at Mordokaj har reddet hans liv fra et attentat og ønsker at hædre ham. Derfor spørger han spøgefuldt Haman om, hvad man bør gøre mod en mand, som kongen ønsker at hædre. Haman tænker i sin opblæsthed, at det er Haman selv, kongen tænker på, og slår om sig ting, man bør gøre mod sådan en mand. Kongen befaler nu Haman at gøre alt dette for Mordokaj, så Haman nu må råbe hædersord og bøje sig for præcis den mand, som ikke vil bøje sig for ham, og som han ønskede at hænge. (Est 6)
Kapitel syv bliver om muligt endnu mere ironisk for Haman, der i skamfuldhed og sorg må være lidt trøstet over at skulle med til Esters fest. Han får noget af en overraskelse, da Esters afslører, at Haman ønsker at dræbe både hende og hendes folk. Haman beder dronningen om nåde, da han ser kongens vrede, men det opfatter kongen bare som et angreb på dronningen, og det ender med at Haman bliver hængt i den galge, som han havde lavet til Mordokaj. (Est 7)
Ester forklarer nu sit forhold til Mordokaj, som får Hamans plads og signet, og Mordokaj udsender skrivelse om, at jøderne må forsvare sig i forbindelsen med udryddelsen. Det gør, at der opstår rædsel, og pludselig er det jøderne, som har fat i den lange ende. Mange går endda over til jødedommen. (Est 8)
På dagen for udryddelsen er det nu jøderne, som kan hævne sig på deres fjender og bl.a. Hamans sønner bliver hængt. Denne dag skal fejres år efter år, beslutter Mordokaj, og derfor indstifter han purimsfesten. Mordokaj bliver en stor mand, som stræbte efter lykke for sit folk, jøderne. (Est 9-10)

## Teologisk betydning
Esters bog er den eneste bog, der ikke nævner Gud. Dog nævnes jøderne og jødedommen gang på gang. Bogen skildrer jøderne som nogle, der ikke bøjer sig for mennesker (2,3-4), og som faster før afgørende begivenheder (4,1.16). De tror på forsynet: Ester bliver dronning for at kunne redde sit folk(4,14b), og at der under alle omstændigheder vil komme hjælp til det jødiske folk et eller andet sted fra (4,14a). I den græske oversættelse (septuaginta, LXX) af bogen er der tilføjet længere afsnit med et meget stærkere religiøst præg med mange direkte henvisninger til Gud.
Esters bog giver på mange måder et godt billede af jødernes selvforståelse:
"Der findes et folk, der lever spredt og isoleret blandt folkene i alle provinserne i dit [kongens] kongerige. Deres love er forskellige fra alle andre folks, og kongens love følger de ikke, det skulle kongen ikke tillade dem". Haman.
Her ses jøderne som et folk i diaspora, som det har været lige siden, som er anderledes og foragtet. Særligt relevant er bogen efter Hitler, der som Haman forsøgte sig med en etnisk udrensning af jøderne.